# Vitalij Lazarevics Ginzburg
Vitalij Lazarevics Ginzburg (oroszul: Виталий Лазаревич Гинзбург; Moszkva, 1916. október 4. – Moszkva, 2009. november 8.) fizikai Nobel-díjas orosz elméleti fizikus és asztrofizikus, az Orosz Tudományos Akadémia tagja, Igor Jevgenyjevics Tamm utódja az FIAN (Lebegyev Fizikai Kutatóintézet) igazgatói posztján.

## Élete és munkássága
Egy zsidó családba született Moszkvában. Édesapja, Lazar Jefimovics Ginzburg mérnök volt, míg édesanyja, Avguszta Venyiaminovna Vildauer, orvos. A Moszkvai Állami Egyetemen diplomázott a fizika fakultáson 1938-ban. 1940-ben védte meg a kandidátusi, 1942-ben a doktori disszertációját. 1940-től haláláig a P. N. Lebegyev Fizikai Intézetben dolgozott, Moszkvában.
Eredményei között találjuk a szupravezető-képesség fenomenológiai elméletét, amit Lev Davidovics Landauval közösen fejlesztettek ki 1950-ben; a plazmabeli elektromágneses hullámterjedést (pl.: az ionoszférában), és a kozmikus (háttér)sugárzás eredetének elméletét. Az 1950-es években kulcsszerepet játszott a szovjet hidrogénbomba kifejlesztésében.

## Elismerései
- Szovjetunió Állami Díja (1953)
- Lenin-díj (1966)
- a Királyi Asztronómiai Társaság Arany Medálja (1991)
- Fizikai Wolf-díj (1994/5)
- Lomonoszov Arany Medál
- Fizikai Nobel-díj (2003) Alekszej Alekszejevics Abrikoszovval és Anthony James Leggett-tel megosztva.

## Világnézete
Ateista volt. Beismerte filozófiában való járatlanságát, majd közölte, hogy a materializmus csak egy "intuitív álláspont", amelyet soha nem lehet sem bebizonyítani, sem megcáfolni. Egyébként a tudományos materializmust találta kielégítő nézetnek. 
„Ateista vagyok, úgy gondolom, semmi sem létezik a természeten kívül, vagy felett.”
"Nem látok helyet egy Istennek, ami felette áll a természetnek, és megteremtette azt. De nyilvánvalóan lehetetlen bizonyítani, hogy Isten nem létezik. Ez vezet ahhoz a következtetéshez, hogy a gondolkodás szabadságának alapelve alapján az embereknek elidegeníthetetlen joguk van hinni Istenben, és ha kívánják, gyakorolhatnak vallást. (Természetesen nem a szélsőségesen fanatikus szektákról és nézetekről beszélek, melyek banditaságot és terrorizmust hirdetnek). "
A panteizmust az ateizmussal azonosította („...nem látok különbséget az ateizmus és Spinoza panteizmusa között”).

## Politikai nézetei
Bár 1942-től tagja volt a kommunista pártnak, miután szembesült annak elnyomó mivoltával, a demokráciát tartotta kielégítő államformának.